# 日立市立滑川小学校
日立市立滑川小学校（ひたちしりつなめかわしょうがっこう）は、茨城県日立市滑川本町1-20-7にある日立市立小学校。

## 概要
滑川小学校は、宮田小学校から分離して開校した。将来的には、田尻小学校の一部（現在の滑川中学区）との統合が検討されている。

## 沿革

### 年表
- 1973年4月1日 - 日立市立滑川小学校が開校[5]。
- 1974年2月24日 - 校章制定[6]。
- 2015年度 - 平成27年度体力づくり奨励賞を受賞[7]。
- 2018年4月1日 - 放課後こども教室を開設[8]。
- 2020年度 - 小学校理科教科担任制モデル校（市モデル校）に指定[9]。
- 2022 - 2024年度 - 体育大好き推進事業（推進校）に指定[10]。
- 2023年度 - 小中学校における遠隔教育実証研究事業ピンポイント型（プログラミング）1クール目、研究指定校に指定[10]。

## 教育方針
（出典：）
学校教育目標
豊かな心をもち、自ら学び考え、たくましく生きる児童の育成
組織目標
「児童が成功体験（やればできる）を実感できる場」を作る
チームを意識して業務の効率化を図り、働きやすい職場をつくる

## 通学区域
（出典：）
- 日立市かみあい町
- 日立市田尻町2丁目45番
- 日立市滑川町
  - 旧地番（旧国道、所沢川以西以外）
  - 1丁目1・2・15番
  - 2丁目1から4番、11から27番
  - 3丁目4番34号から5番9号、6から21番
- 日立市滑川本町
- 日立市東滑川町
  - 2丁目6から8番、21から45番
  - 3丁目
  - 4丁目
  - 5丁目
- 日立市本宮町4丁目30番

## 進学先中学校
- 日立市立滑川中学校

## 学区内の主な施設
- 滑川交流センター
- SEA MARK SQUARE（旧日立市公設地方卸売市場）
- 東滑川海浜緑地

## 交通
- JR常磐線 日立駅より茨城交通路線バス「下田尻、田尻団地」または「川尻海岸」行バスに乗車し、「滑川十文字」バス停下車。徒歩約7分[14]。